# Evektor Eurostar
L'EuroStar (code OACI EV97) est un aéronef biplace produit par l'entreprise tchèque Evektor. Il se classe dans la catégorie des appareils "Ultra Light". Il a une autonomie de 1 300 km et une vitesse de 230 km/h. Evektor a produit plus de 1 000 Eurostar qui volent dans plus de 50 pays[Quand ?].

## Réglementation

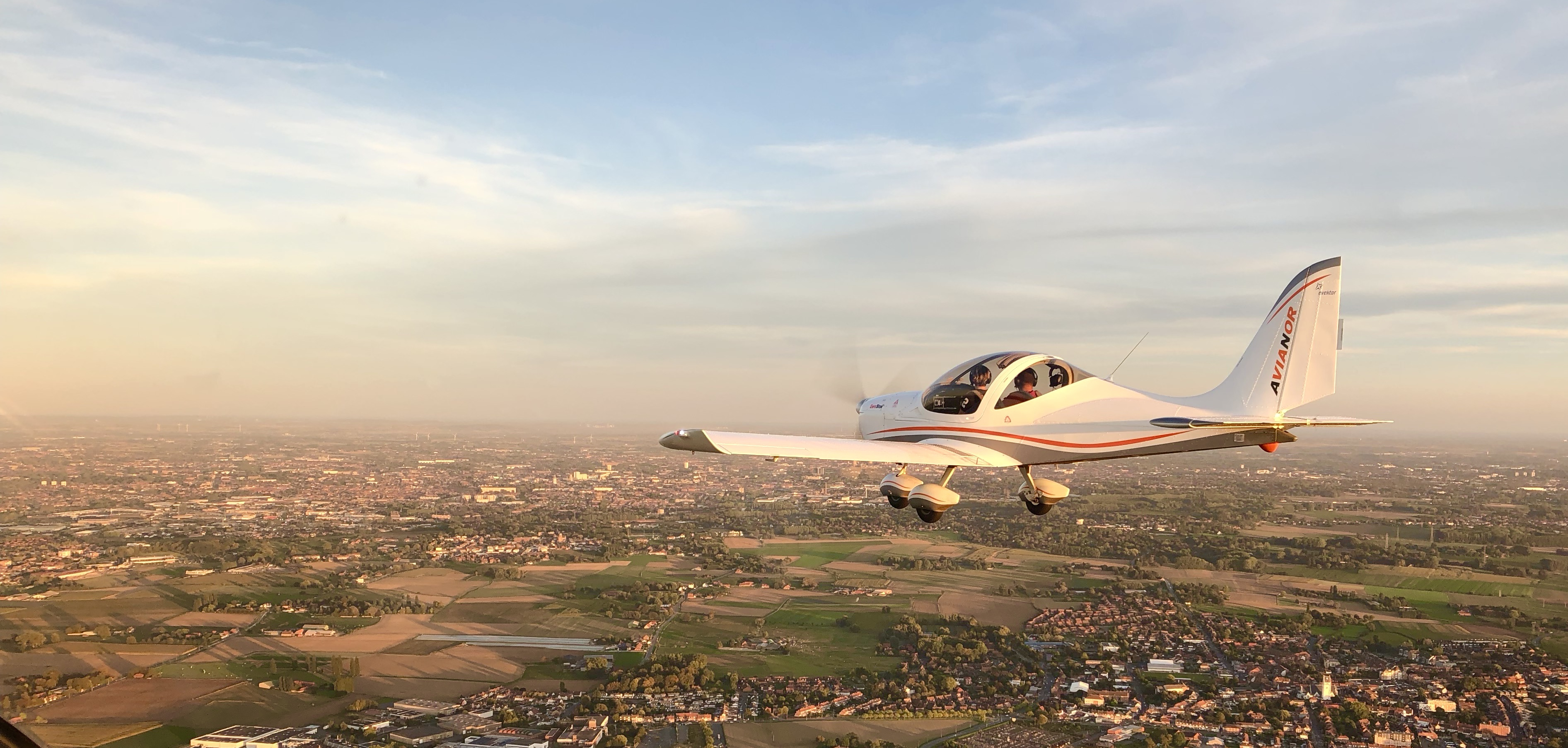
Evektor Eurostar

Il n'existe pas de règlement européen harmonisé ou de certification pour les aéronefs ultra légers. Evektor produit donc plusieurs versions (SL+, SLX, SLW) pour s'adapter aux réglementations de chaque pays. Pour la France (règlementation de la DGAC) il est considéré comme un Ultra Léger Motorisé. Il existe également une version pour l'Allemagne (German DAeC LTF-UL600) ou le Royaume-Uni (600 kg MTOW UL rule).

## Conception
L'EuroStar est un aéronef de conception entièrement métallique (aluminium) à ailes basses, doté d'un train tricycle, d'une hélice tripale et d'un moteur Bombardier Rotax de 100CV. 
Il est construit sur le même socle que les 2 autres aéronefs produit par Evektor, le SportStar (version avion certifié) et l'Harmony (version Light Sport Aircraft approuvé par la FAA).
| EuroStar | Harmony | SportStar |
| -------- | ------- | --------- |
|          |         |           |

## Équipement
L'Eurostar peut être équipé avec tous les systèmes avioniques modernes : glass cockpit, pilote automatique, parachute, FLARM...